# Stavkirke di Borgund
La stavkirke di Borgund (no. Borgund stavkyrkje) è una chiesa in legno strutturale situata a Borgund, nel comune di Lærdal, nella contea Vestland, in Norvegia. È classificata come stavkirke "a tre navate", del cosiddetto tipo-Sogn. É la meglio preservata delle 28 stavkirke rimanenti in Norvegia. Fu probabilmente costruita alla fine del XII secolo, dato che studi dendrocronologici hanno dimostrato che il legno utilizzato per la sua costruzione venne tagliato nell'inverno tra il 1180 e il 1181.

## Storia
La stavkirke di Borgund fu costruita tra il 1180, anno cui risale il taglio del legno utilizzato per la costruzione, e il 1250, con aggiunte e restauri successivi. È menzionata per la prima volta da una fonte scritta nel 1342. Dedicata a Sant'Andrea, fu utilizzata come chiesa sino al 1868, quando al suo fianco venne costruita la nuova chiesa di Borgund. Fu acquistata dalla "Società per la conservazione degli antichi monumenti norreni" (no. Fortidsminneforeningen) nel 1877 e da allora cominciò il suo utilizzo a scopi turistici, convertendola in un museo.
La maggior parte dei raccordi interni sono stati rimossi. Nell'edificio c'è poco, a parte la fila di panche che sono installate lungo la parete interna della chiesa nel deambulatorio esterno al porticato e alla pedana sopraelevata, un fonte battesimale in pietra ollare, un altare (con pala d'altare del XVII secolo), un leggio cinquecentesco e una credenza del XVI secolo per riporre vasi d'altare. Dopo la Riforma Protestante, quando la chiesa fu convertita al luteranesimo, furono inclusi banchi, un pulpito (anni 1550-1570) e altri arredi standard della chiesa, tuttavia questi furono rimossi quando l'edificio passò alla Fortidsminneforeningen. Erano quasi certamente presenti anche diverse altre opere d'arte (statue e crocifissi), oggi scomparse, nell'edificio.
La chiesa venne studiata tra il 1969 e il 1986. Gli scavi archeologici hanno portato alla luce i resti di edifici in legno, forse appartenenti a una chiesa precedente.

## Descrizione

### Pianta

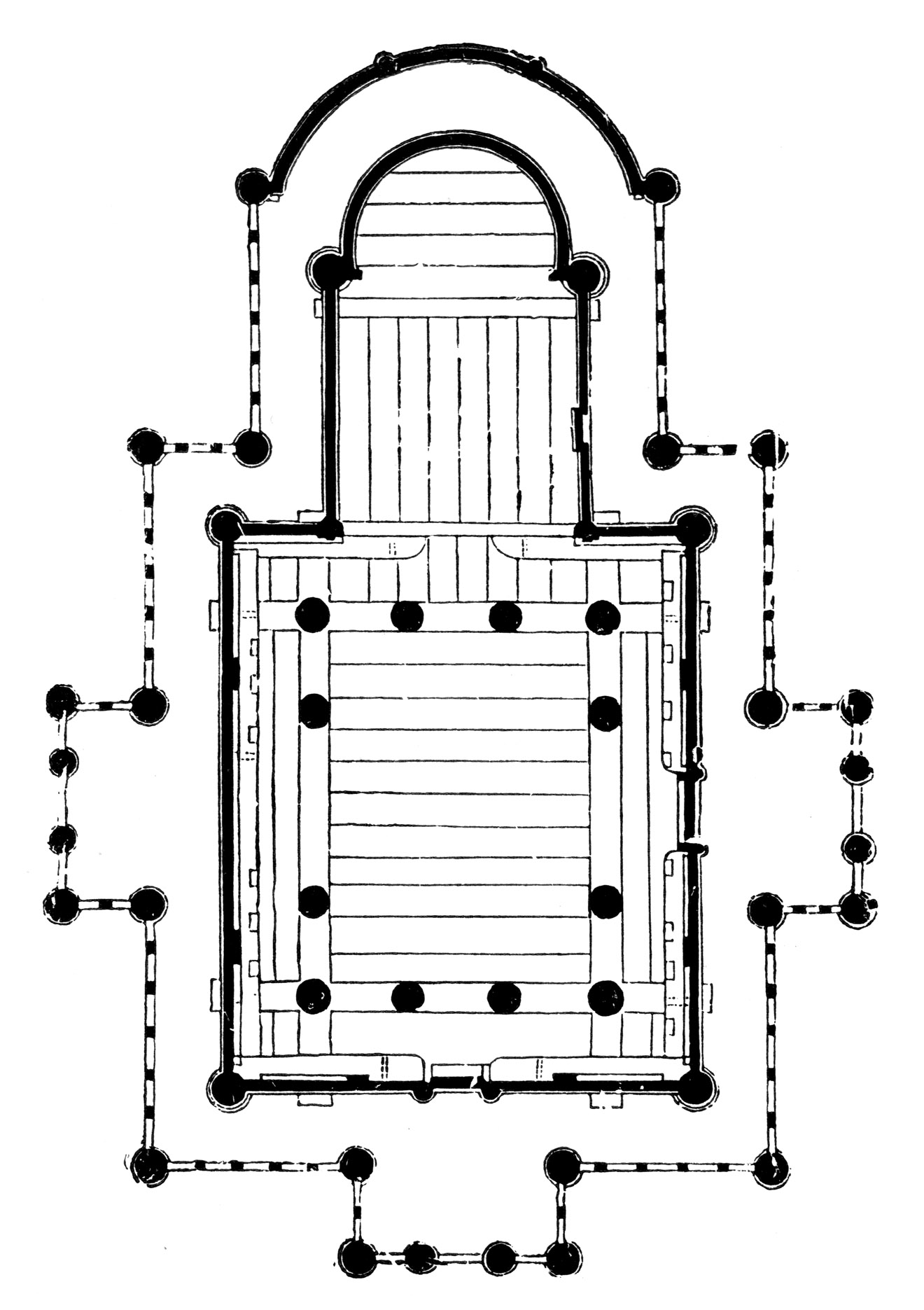
Pianta della stavkirke di Borgund.

Borgund è costruito su pianta basilicale, con navate laterali ridotte, con presbiterio e abside aggiunti. Ha una navata centrale rialzata delimitata sui quattro lati da un porticato. Un deambulatorio corre intorno a questa piattaforma e nel presbiterio e nell'abside, entrambi aggiunti nel XIV secolo. Un ulteriore deambulatorio, a forma di galleria porticata (sval), corre intorno all'esterno dell'edificio, riparato sotto la sovrastante copertura a scandole. La pianta di questa chiesa ricorda quella di una pianta centrale, a croce greca a doppio guscio con un'abside attaccata a un'estremità al posto del quarto braccio. Gli ingressi alla chiesa sono nei tre bracci della quasi croce.

### Costruzione
La maggior parte della costruzione medievale della chiesa si è conservato. Le pareti della stavkirke sono formate da assi verticali di legno, o doghe, da cui il nome "chiesa a doghe". I quattro pilastri angolari sono collegati tra loro da davanzali a terra, poggianti su una fondazione in pietra. Le doghe intermedie salgono dai davanzali del suolo; ciascuno è dotato di linguette e scanalature, per incastrarsi con i suoi vicini e formare un muro robusto.
Strutturalmente, l'edificio è stato descritto come un "cubo dentro un cubo", ciascuno indipendente dall'altro. Il "cubo" interno è formato da colonne continue che salgono dal livello del suolo per sostenere il tetto. La sommità del porticato è formata da contrafforti ad arco, articolati a ginocchio alle colonne. Sopra l'arcata, le colonne sono collegate da capriate diagonali a forma di croce, comunemente denominate "croci di Sant'Andrea"; questi portano supporti ad arco che offrono l'equivalente visivo di una "seconda storia". Sebbene non sia una galleria funzionale, ricorda le gallerie contemporanee del secondo piano di grandi chiese in pietra in altre parti d'Europa. Travi più piccole che corrono tra queste colonne di supporto superiori aiutano a bloccare tutto saldamente insieme. Il peso del tetto è così sostenuto da contrafforti e colonne, impedendo il movimento verso il basso e verso l'esterno delle pareti a doghe.
Le travi del tetto sono sostenute da capriate a forbice fortemente angolate che formano una forma a X con una campata superiore stretta e una campata inferiore più ampia, legate da una capriata inferiore per evitare il crollo. Ulteriore supporto è dato da una travatura reticolare che taglia la X, al di sotto del punto di incrocio ma sopra la travatura reticolare inferiore. Il tetto è a falde ripide, rivestito di assi orizzontalmente e rivestito di scandole. Il tetto esterno originale sarebbe stato resistente alle intemperie con assi disposte longitudinalmente, anziché tegole. Negli anni successivi le scandole di legno divennero più comuni. La costruzione del tetto con travi a forbice è tipica della maggior parte delle chiese a doghe.
Borgund ha tetti a più livelli, strapiombanti, sormontati da una torre. Sulle gabbie del tetto, ci sono quattro teste di drago scolpite, che scendono dalle creste scolpite del colmo del tetto, ricordando le teste di drago scolpite che si trovano sulle prue delle navi norrene. Teste simili a timpano compaiono anche su piccoli reliquiari in bronzo a forma di casa comuni in Norvegia in questo periodo. Le attuali teste di drago di Borgund risalgono forse al XVIII secolo, tuttavia le teste di drago originali rimaste su strutture precedenti, come la stavkirke di Lom e la vicina Stavkirke di Urnes, la più antica oggi esistente, sempre nel distretto di Sogn, suggeriscono che probabilmente c'erano teste di drago simili a quelle Borgund anche lì. Borgund è una delle poche chiese ad aver conservato ancora le sue creste di cresta, scolpite con viti traforate e motivi vegetali ripetuti. I draghi in cima alla chiesa erano spesso usati come pinnacoli per il drenaggio dell'acqua piovana lontano dalla grondaia del timpano.

### Interno

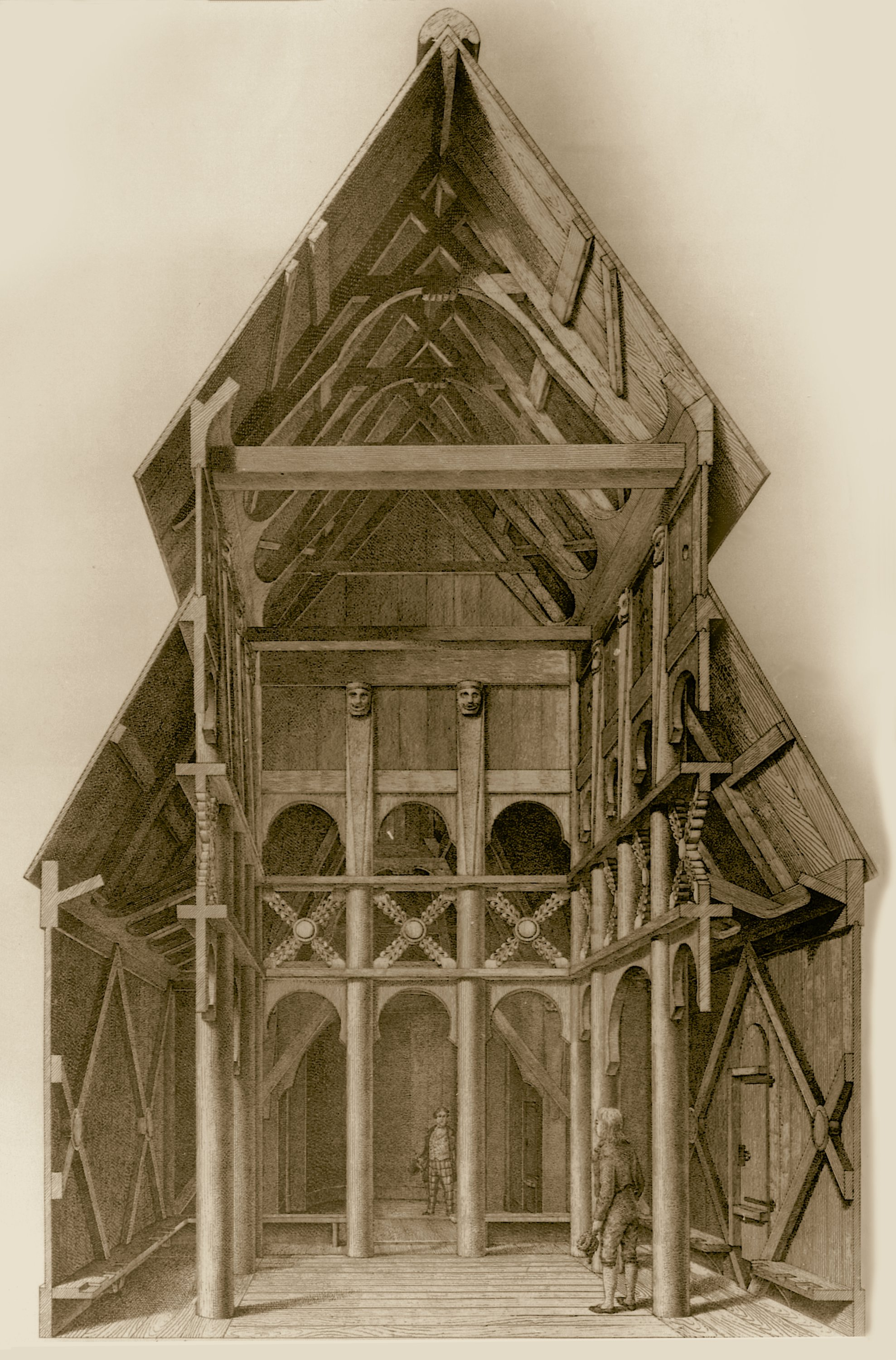
Interno della stavkirke di Borgund - disegno di Bull GA.

L'interno dell'edificio è piuttosto ben conservato, anche se il crocifisso medievale in legno fu eliminato durante la Riforma Protestante. Il pavimento e le panche addossate alla parete della navata si sono conservate parzialmente. Inoltre vi sono un altare di pietra e una fonte battesimale di steatite, entrambi di origine medievale.
L'interno della chiesa è caratterizzato dalle dodici colonne autoportanti che sostengono lo spazio centrale sopraelevato della navata. Sul lato lungo della chiesa vi è un doppio intervallo tra il secondo ed il terzo pilastro, ma con un mezzo pilastro appoggiato sulla trave di controventatura inferiore (il molo) che corre in mezzo. Il doppio intervallo permette un libero accesso dal portale sud al vano centrale della chiesa, altrimenti ostruito dalla traversa centrale. La parte superiore dei pali è rifinita con maschere umane e animali grottesche e scolpite. I tiranti sono fissati con bretelle a forma di croce di Andrea con un centro a forma di sole e forme di foglie intagliate lungo i bracci. Le croci riappaiono anche come rinforzi meno ornati lungo le pareti della chiesa. Sui lati nord e sud della navata ci sono un totale di otto finestre che lasciano entrare poca luce e in cima al timpano ovest della navata c'è una finestra più recente, comunque pre-Riforma, di pochi anni posteriore alla costruzione della chiesa. Sulla parete sud della navata, le croci di inaugurazione si trovano ancora all'interno della parete. Le pareti interne del coro hanno incise figure e rune che risalgono probabilmente al medioevo.

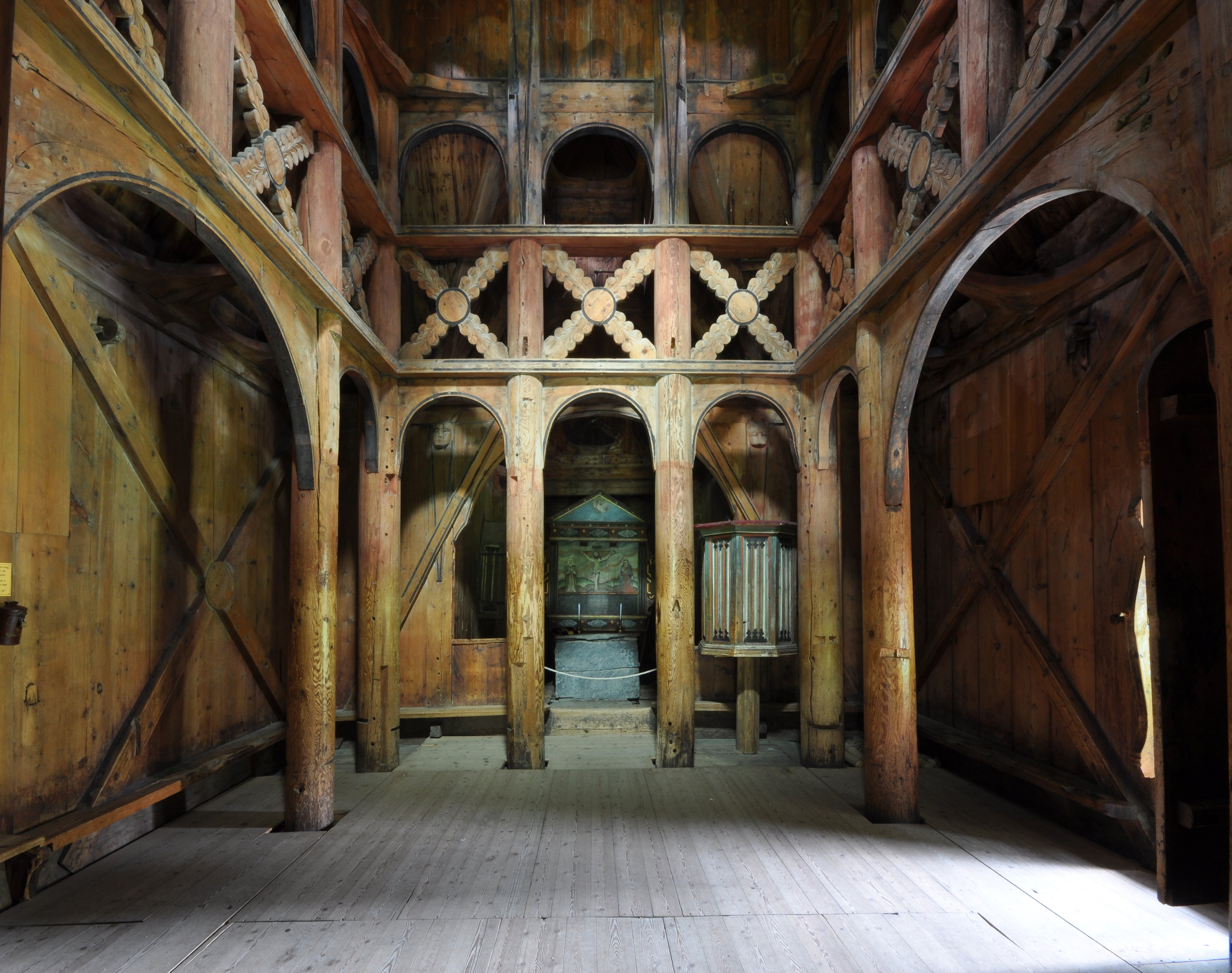
Interno della stavkirke di Borgund - arcate, colonne portanti, croci di Sant'Andrea e galleria archivoltata superiore.

L'interno medievale della chiesa a doghe è quasi intatto. Tuttavia, la croce del Medioevo fu rimossa dopo la Riforma. Si conservano in gran parte l'originario pavimento ligneo e le panche che corrono lungo le pareti della navata, insieme ad un altare medievale in pietra e ad un fonte battesimale a forma scatolare in pietra ollare. Il pulpito della chiesa è del periodo 1550–1570 e la pala d'altare è del 1654, mentre la cornice attorno alla tavoletta è del 1620. Il dipinto della pala d'altare presenta una crocifissione al centro, ai cui fianchi si dispongono la Vergine Maria e Giovanni Battista. Nel campo del timpano, una colomba bianca si libra su fondo azzurro. Sotto l'immagine c'è un'iscrizione con lettere dorate su sfondo nero. Nella chiesa è conservato anche un sacramento del periodo 1550–1570 nello stesso stile del pulpito. Durante il restauro della chiesa, effettuato all'inizio degli anni '70 dell'Ottocento con l'architetto Christian Christie alla guida, furono rimosse le panchine e una galleria con posti a sedere al secondo piano. Sono state rimosse anche diverse finestre, tra cui due grandi finestre installate sui lati nord e sud tra la fine del XVII e l'inizio del XVIII secolo, nonché un soffitto sopra il presbiterio. L'obiettivo era riportare la chiesa allo stato precedente alla Riforma. Parti dell'interno del tempio mostrano segni di pittura che dev'essere stata eseguita dopo la Riforma; anche questa vernice fu rimossa durante il restauro.
Una storia locale racconta che c'era una volta all'interno della chiesa una renna impagliata, uccisa durante una messa. Le corna dell'animale sono rimaste in chiesa quando l'animale è stato rimosso. Le immagini degli anni '90 mostrano che le corna erano appese ai pilastri inferiori rivolti a est della chiesa ma non si sa quanto della storia sia vera e dove le corna abbiano preso la strada in retrospettiva. Un diario di viaggio di 1668 conferma la storia, almeno in una certa misura, poiché afferma che l'animale fu colpito durante un sermone quando marciava come un mago davanti alle altre carcasse di animali.

## Campana
La chiesa ha una fonderia con una campana del Medioevo, costruita a metà del XIII secolo, che è l'unico campanile autoportante rimasto in doghe in Norvegia oggi. La piscina della fonderia era probabilmente originariamente aperta, ma è stata recentemente coperto. Ciò è dimostrato dal fatto che i resoconti menzionano che al campanile fu data una nuova porta intorno all'anno 1700. Questo rivestimento fu successivamente rimosso, a giudicare da fotografie probabilmente tra gli anni '20 e '40, e la fonderia fu lasciata aperta per molto tempo volta. Per preservare l'interno, negli anni '90 sono state costruite nuove mura all'esterno della doga. Oggi la chiesa ha campane relativamente nuove, mentre una delle campane medievali è in mostra nel nuovo Borgund chiesa della porta accanto.

## Rune
Diverse iscrizioni runiche si trovano sulle mura della chiesa; una di esse dice: Tor scrisse queste rune durante la sera del raduno di St. Olav. Un'altra dice: "Ave Maria". Le scritte si trovano sul portale a est della chiesa.

## Draghi

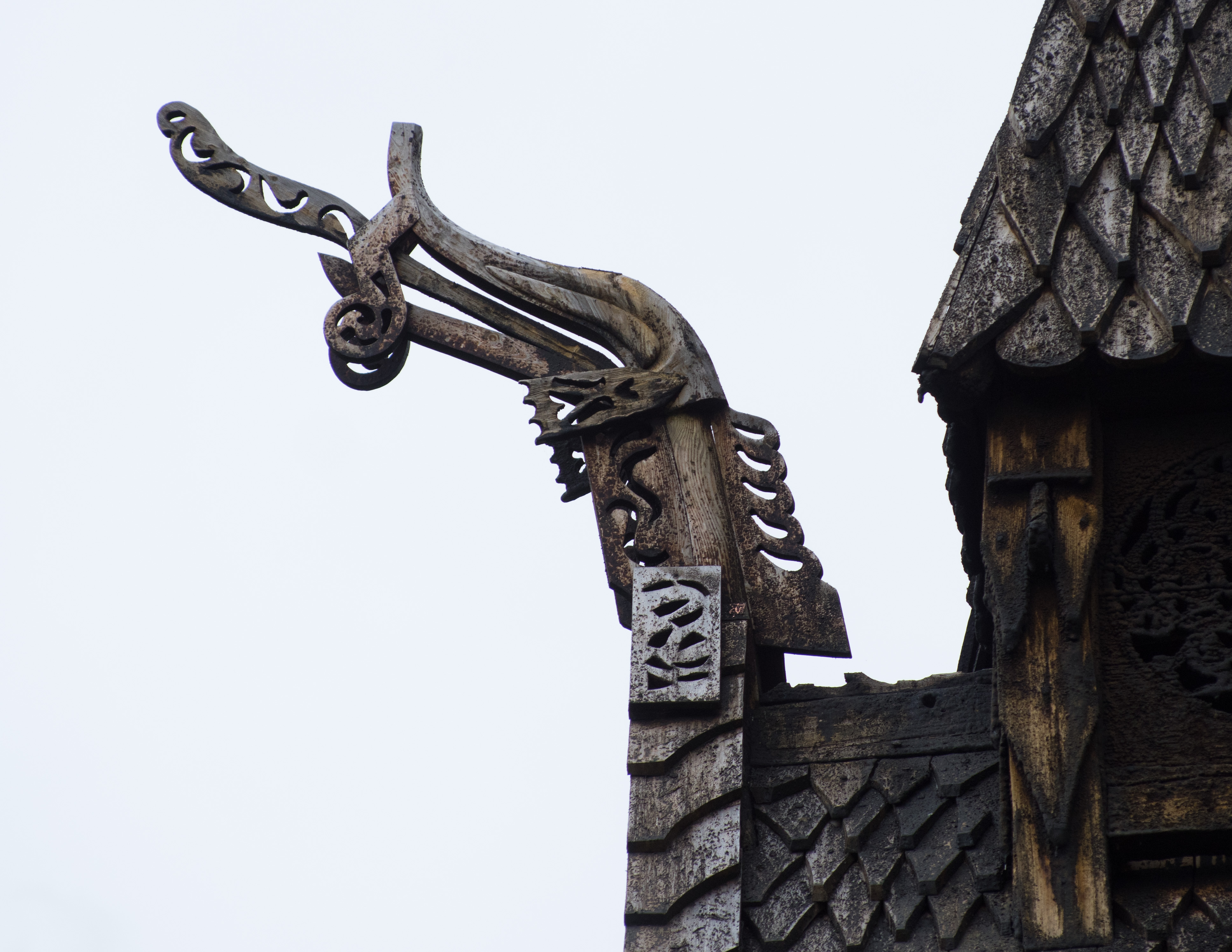
Una delle quattro teste di drago che ornano i cornicioni della chiesa.

Secondo le opere di Snorri Sturluson, Sogn fu cristianizzata già nel 997, quasi duecent'anni prima della fondazione della stavkirke, ma diversi ricercatori ritengono che la popolazione restò a lungo fedeli agli dèi norreni e attese a culti e tradizioni pagane per alcuni decenni dopo l'evangelizzazione. Nella stavkirke, quindi, per facilitare il passaggio al cristianesimo potrebbero essere stati utilizzati alcuni simboli di origine pre-cristiana, anche se a volte questi simboli erano contrari ai precetti della fede cristiana. A Borgund, le quattro teste di drago esterne sono forse il più chiaro e famoso di tutti i simboli, a parte le croci, e come sulle navi vichinghe, potrebbero essere state usate per tenere lontani gli spiriti maligni che minacciavano l'erigenda del tempio. Nella chiesa, le teste di drago sono poste sui colmi della navata e sul cornicione inferiore del cavaliere del tetto. Possono essere potenzialmente visti nel contesto di lanciatori in cattedrali come Notre-Dame (Parigi), poiché alcuni ricercatori ritengono che anche questi abbiano lo scopo di scoraggiare gli spiriti maligni, ma questo è un argomento controverso per il quale non ci sono prove concrete. Tra le altre cose, Bugge pone le teste di drago in contrasto e non in connessione con tali figure. Alcuni credono che le tradizioni pagane originate dagli elementi del drago siano una spiegazione inaffidabile; Anker si riferisce, tra le altre cose, a diversi reliquiari conservati sia dai paesi nordici che dal continente che sono progettati come edifici di chiese con teste di drago sulle creste della cresta.
Sul pannello laterale inferiore del pilota del tetto sono presenti quattro ritagli circolari. Le incisioni sono molto asfaltate dalle intemperie e quindi difficili da decifrare, e c'è disaccordo su ciò che simboleggiano. Alcuni ritengono rappresentino i quattro evangelisti, probabilmente resi come un'aquila, un bue, un leone e un umano. Lo storico dell'arte Roar Hauglid afferma, tuttavia, che le incisioni mostrano "draghi che allungano la testa verso il drago del campo vicino e lo mordono" e sottolinea la somiglianza con incisioni simili a Stavkirke di Høre.
Il portale ovest della chiesa, l'ingresso principale della navata, è circondato da un intaglio più grande con draghi che si mordono a vicenda nel collo e nella coda. In fondo alle semicolonne che fiancheggiano la porta d'ingresso, ai due angoli interni dell'intaglio, sono scolpite due teste di drago che vomitano potenti tralci di vite che si avvolgono verso l'alto e si intrecciano nei draghi sopra. L'intaglio ha notevoli somiglianze con il portale occidentale dello Stavkirke di Ål, che ha anche degli aquiloni con un motivo a treccia a fascia, e segue la composizione usuale nei portali Sogn-Valdres, un gruppo più ampio di portali con somiglianze molto chiare. Come scrive Bugge, l'autorità cristiana potrebbe aver fatto i conti con tali scene pagane e "selvagge" nell'edificio della chiesa perché la spaccatura potrebbe essere interpretata come una lotta tra il bene e il male, in linea con il cristianesimo; nell'arte medievale cristiana, il drago era spesso usato come simbolo del diavolo stesso. Inoltre, Bugge sottolinea che le incisioni avevano probabilmente un valore protettivo, come le teste di drago sul tetto della chiesa.

## Cultura popolare
- La stavkirke di Borgund servì da modello per la ricostruzione della stavkirke di Fantoft a Fana, Bergen, nel 1883 e successivamente nel 1997. La stavkirke di Gustavo Adolfo a Hahnenklee (Germania), costruita nel 1908, è modellato sulla chiesa di Borgund.[20] Esistono tre repliche della stavkirke di Borgund negli Stati Uniti d'America: una a Chapel in the Hills, Rapid City (Dakota del Sud);[21] una a Lyme (Connecticut);[22] e la terza a Washington Island (Wisconsin).[23]
- La stavkirke appare nel videogioco Age of Empires II: The Age of Kings come "Meraviglia" per il popolo dei Vichinghi.

## Turismo
La stavkirke di Borgund è proprietà della Fortidsminneforeningen (La Società per la Preservazione degli antichi monumenti norvegesi). La chiesa di Borgund è un centro turistico piuttosto visitato, fatto che ha generato alcuni problemi conservativi. Nel 1973 si è messo in opera un nuovo pavimento per proteggere l'originale e sono state attuate alcune restrizioni per le visite. Ha un centro visitatori con un piccolo antiquarium e alcuni servizi turistici. Sono inoltre percorribili alcuni antichi sentieri che partono e arrivano alla chiesa attraversando Sverrestigen e Vindhella.

## Galleria d'immagini

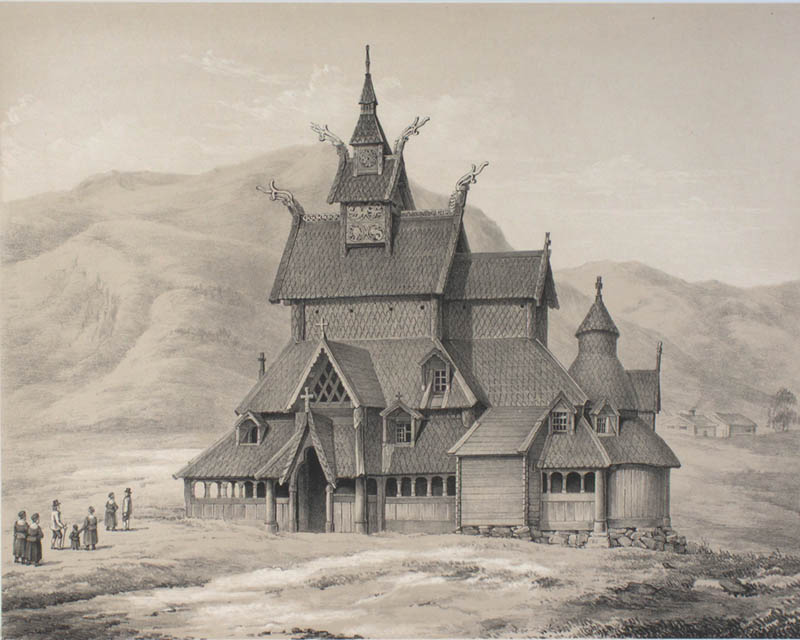
La stavkirke di Borgund - ill. in (NO) Tønsberg C, Norge fremstillet i Tegninger, 1848.
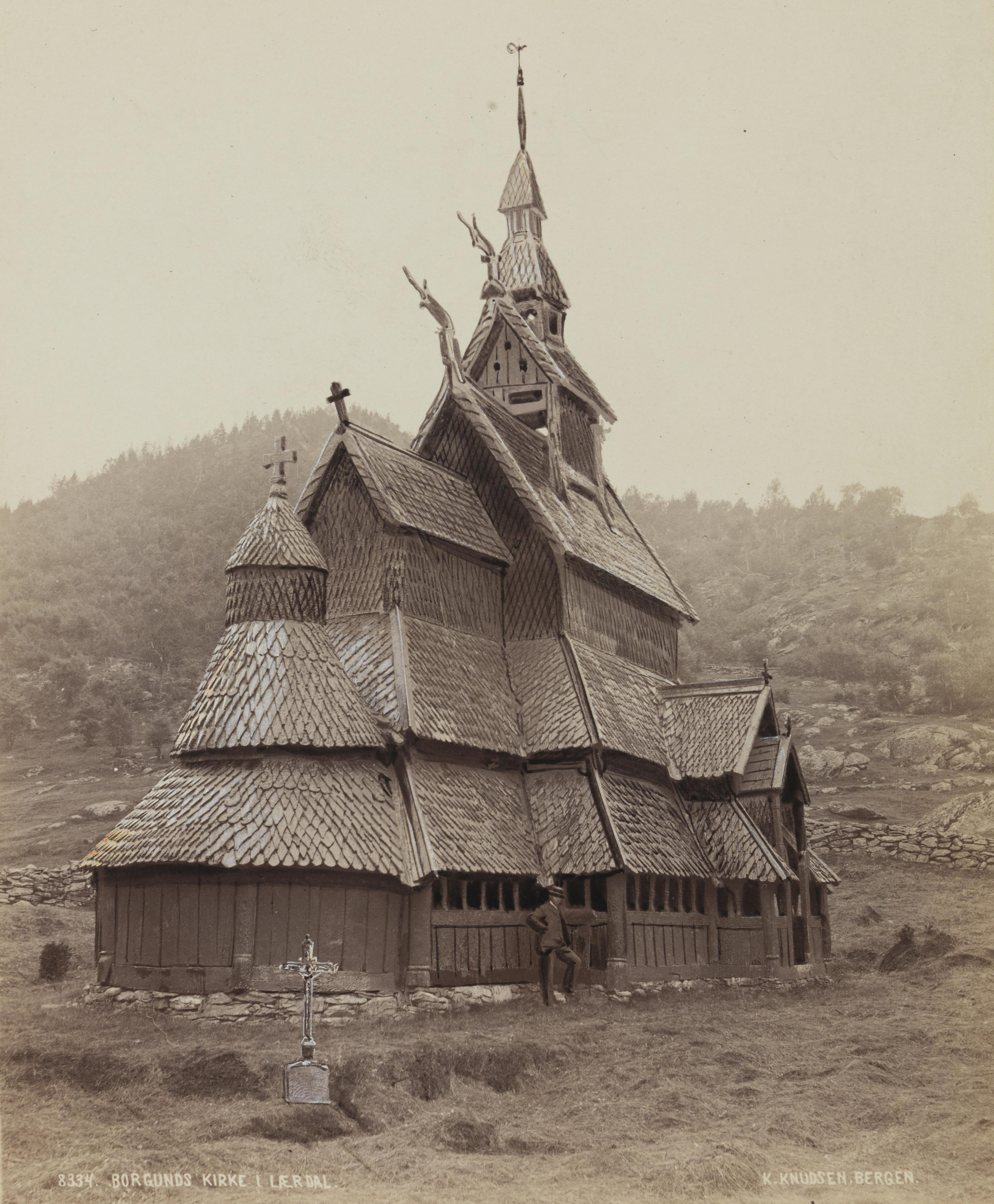
"Borgund Stave Church, Lærdal, Sogn og Fjordane" - fotografia della chiesa nella National Library
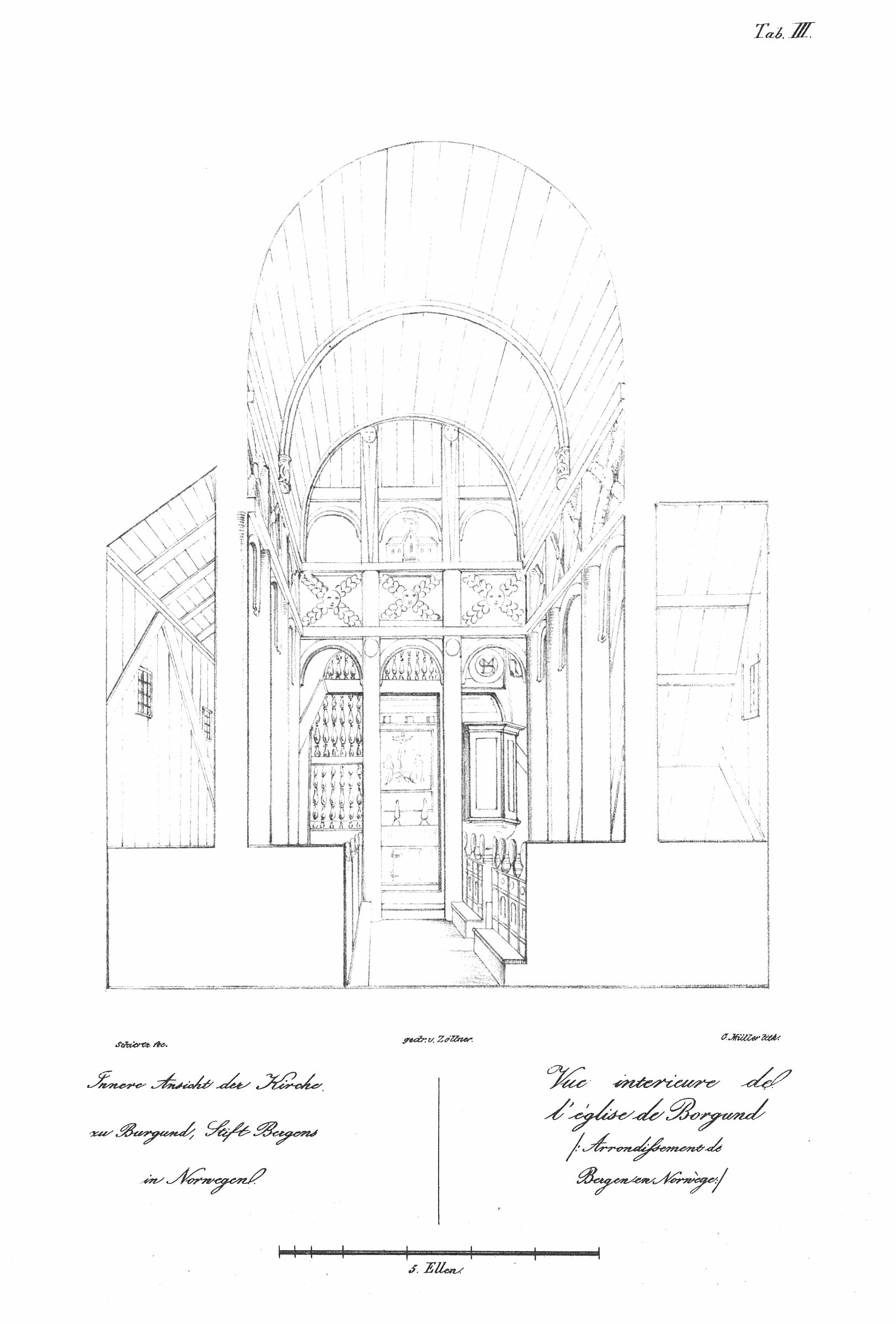
Interno della chiesa - disegno del 1837 di JCC Dahl
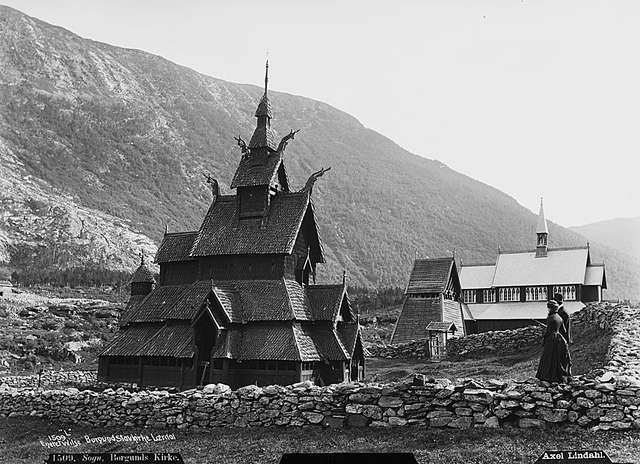
Fotografia della chiesa degli anni 1880-1890
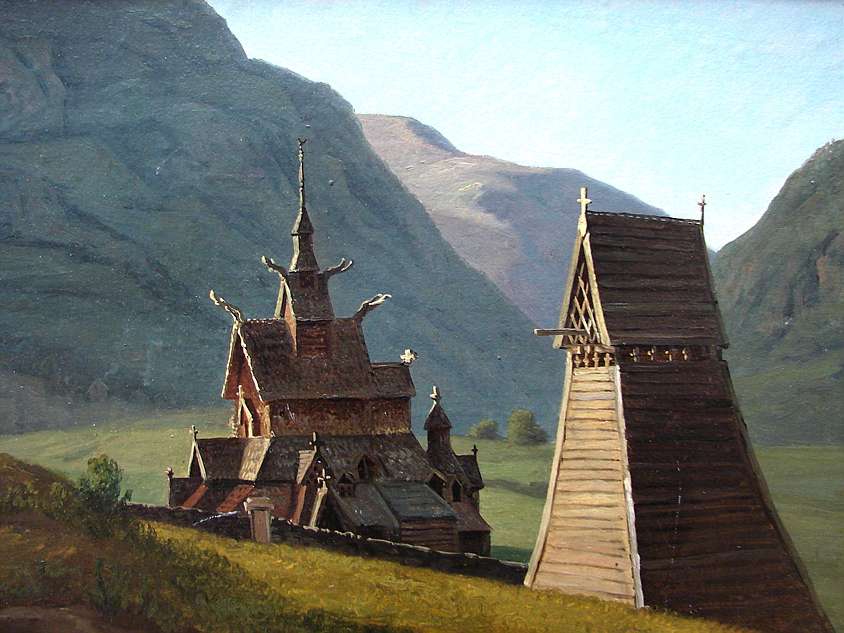
Stavkirken, Borgund - dipinto del 1833 di Martinus Rørbye (Carlsberg Glyptotek, København)
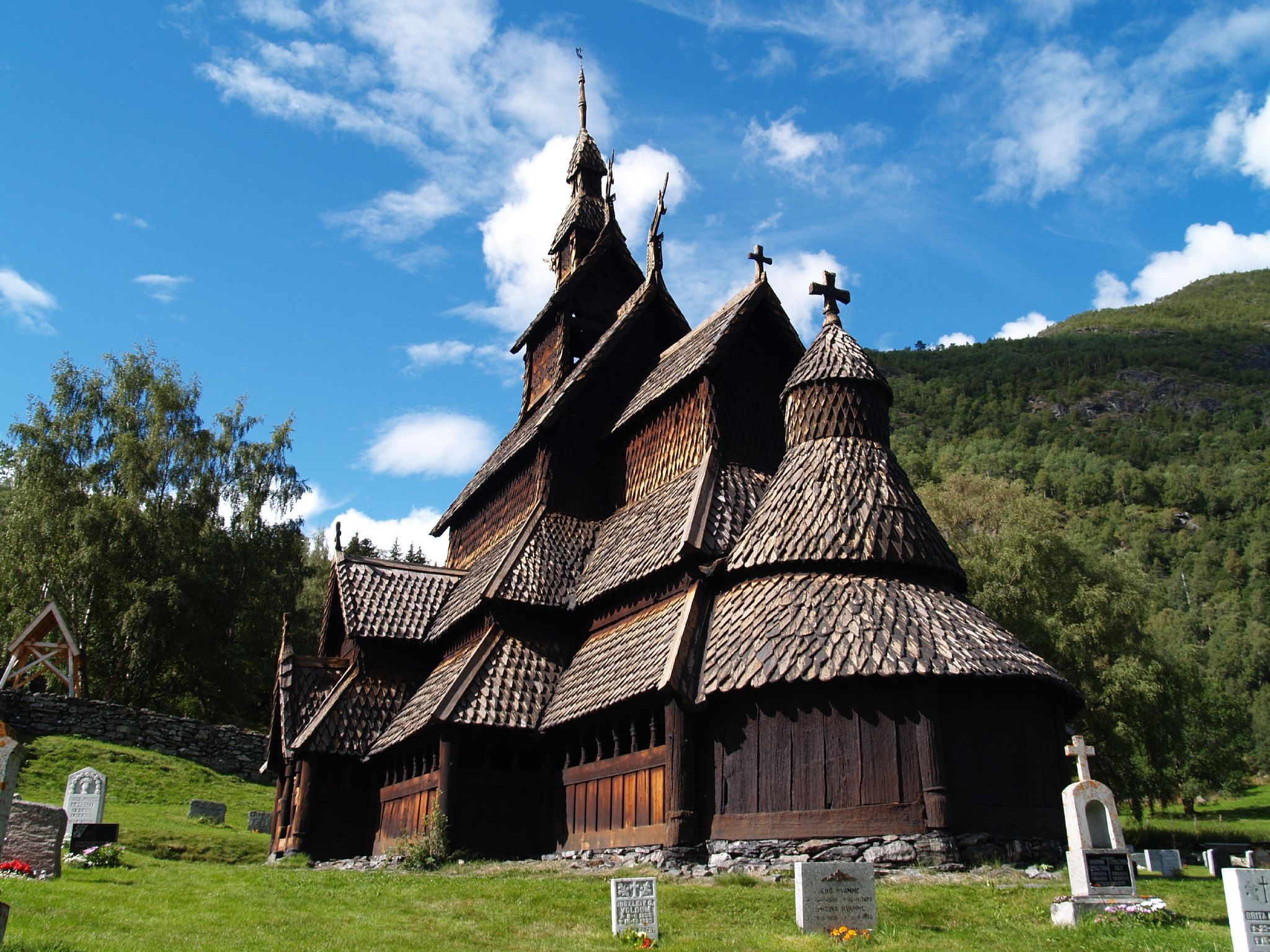
La chiesa fotografata dall'abside
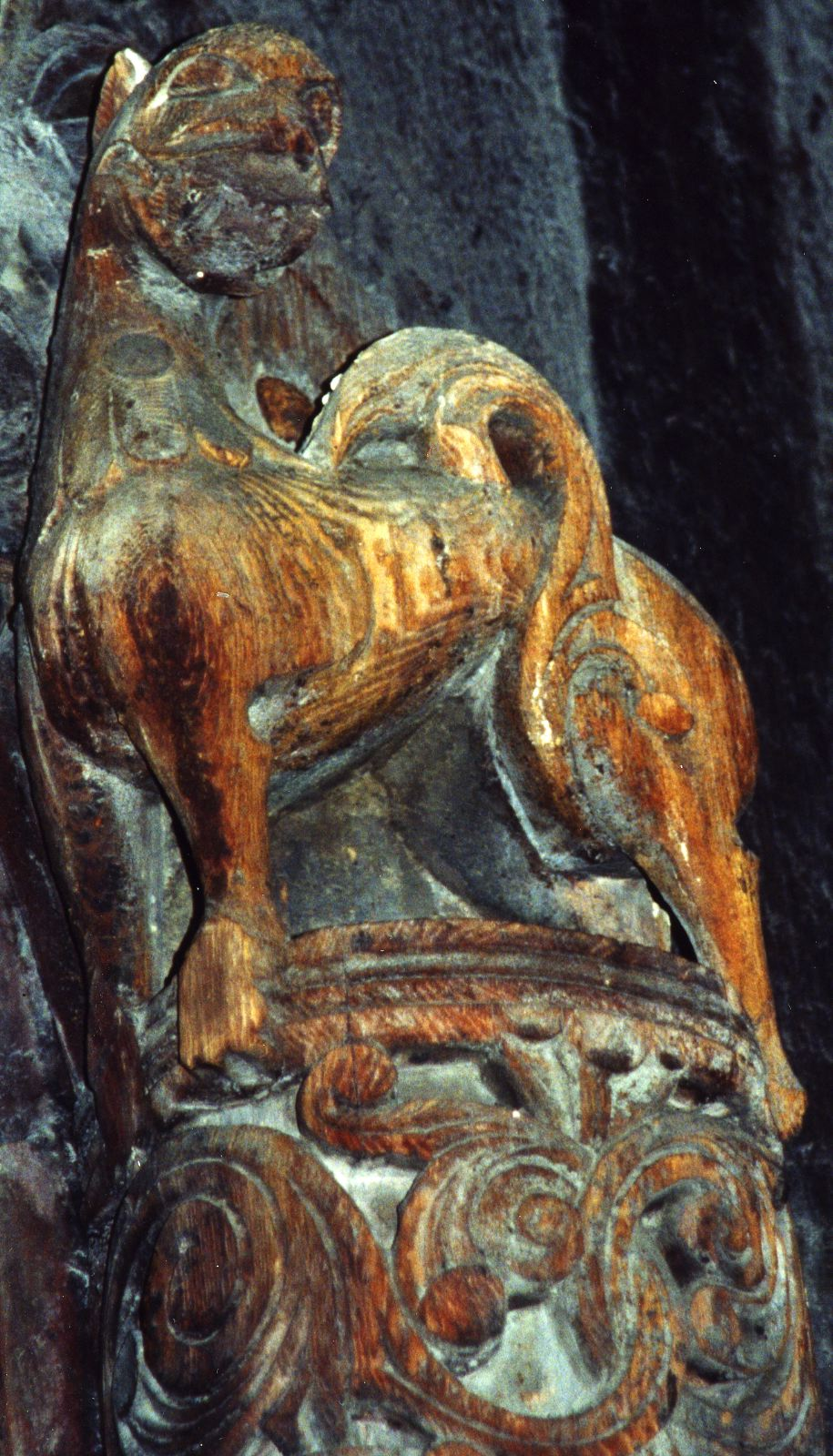
Leone decorativo su di un'arcata della chiesa
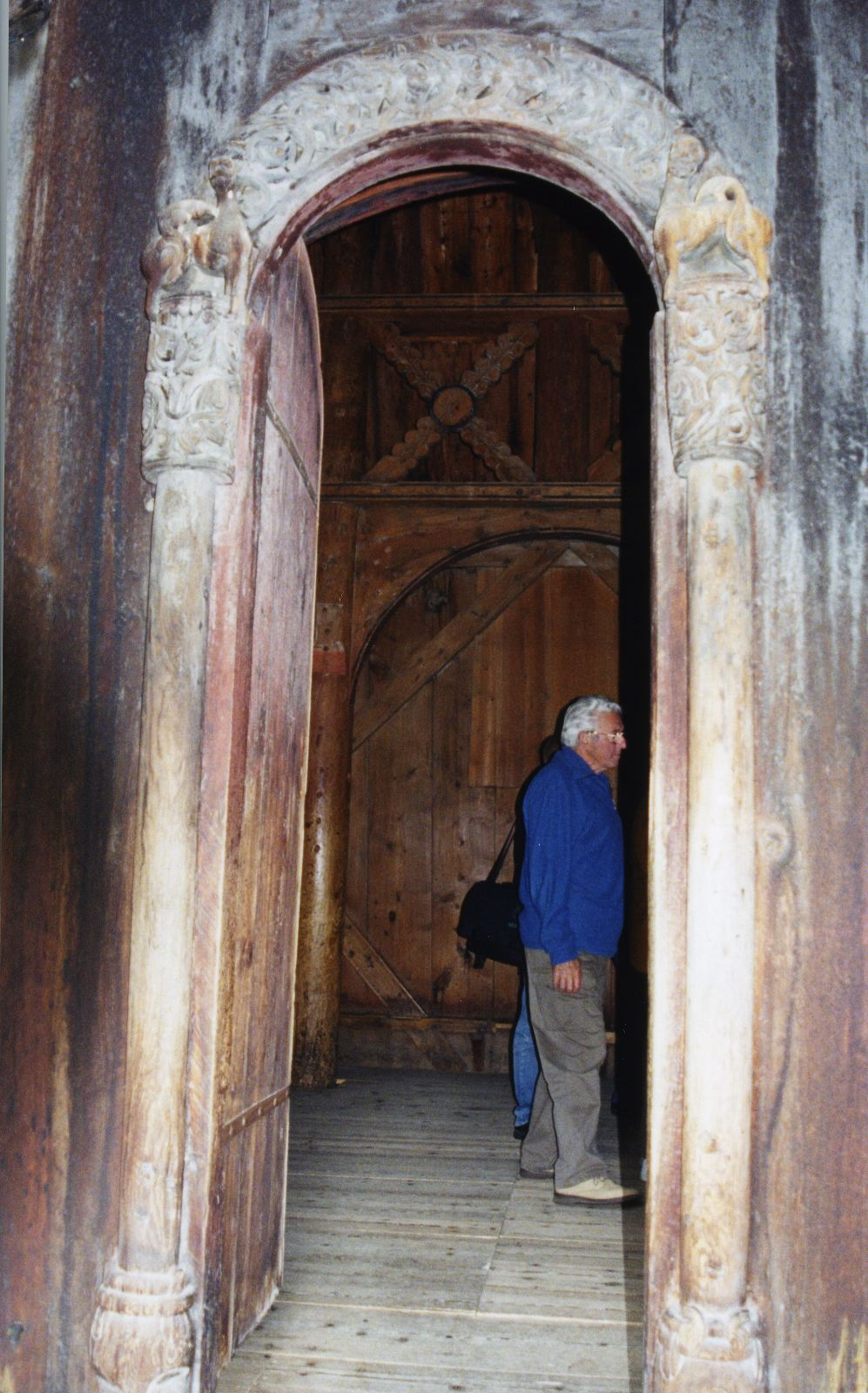
L'ingresso voltato della stavkirke
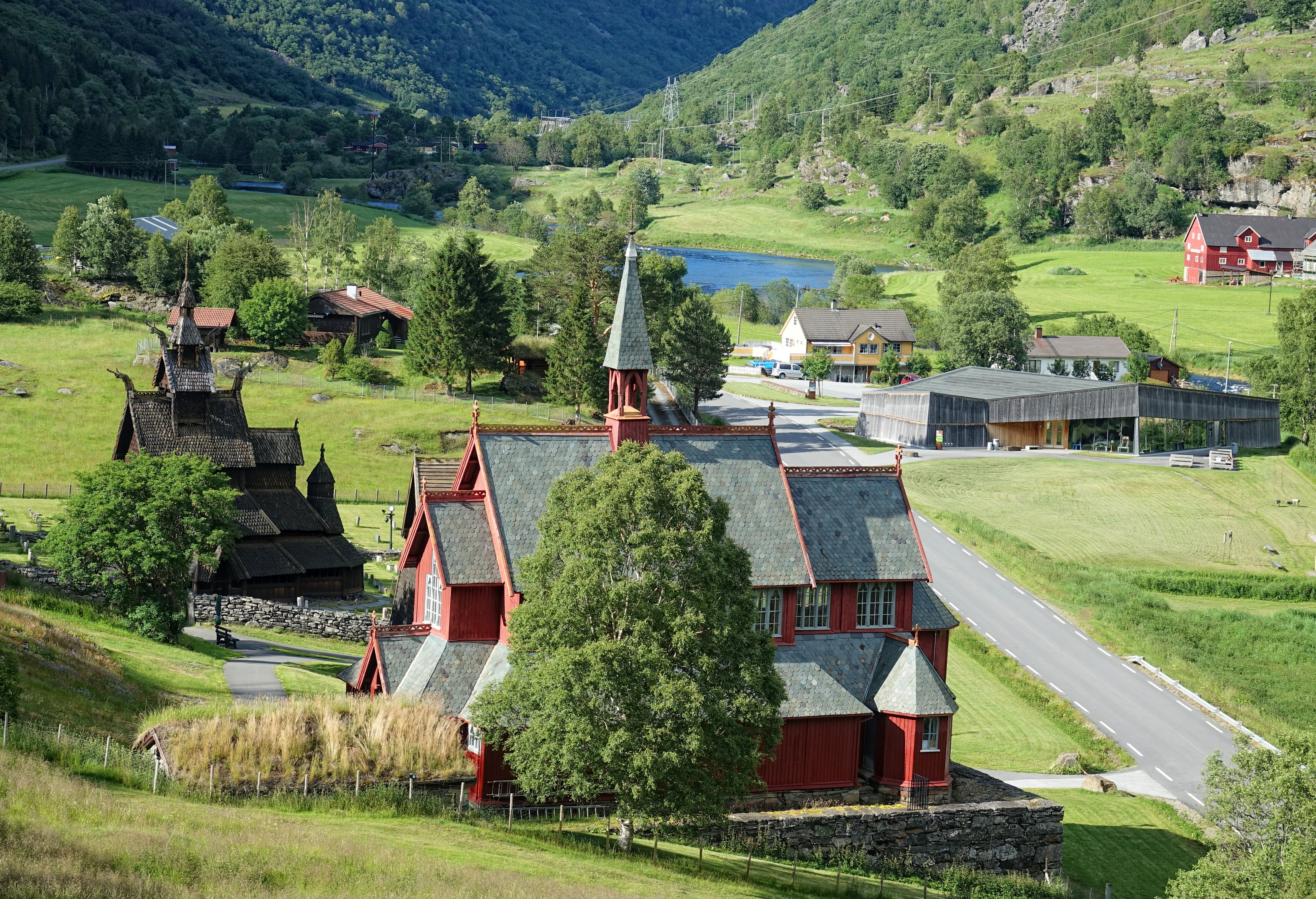
La nuova chiesa di Borgund (primo piano) con la stavkirke ed il centro museale alle spalle.